# Club Athlético Paulistano
 (septembre 2016).
Si vous disposez d'ouvrages ou d'articles de référence ou si vous connaissez des sites web de qualité traitant du thème abordé ici, merci de compléter l'article en donnant les références utiles à sa vérifiabilité et en les liant à la section « Notes et références ».
Maillots
Le Club Athlético Paulistano est un club de football brésilien et autres sports, fondé en 1900 et disparu en 1930. Il a été un des principaux clubs de football brésiliens du début du XXe siècle. En 2010, il existait aussi toujours une section basket-ball.

## Histoire
Le CA Paulistano est fondé le 29 décembre 1900 par des jeunes de la ville de São Paulo après avoir regardé un match entre le Sport Club Internacional et le Mackenzie College. Le premier match du club se joue le 3 mai 1902 par une défaite contre le São Paulo Athletic. En 1905, le capitaine Jorge Mesquita et d'autres joueurs quittent le club pour rejoindre Associação das Palmeiras Atlética.
Le premier match international est joué le 2 septembre 1910 contre les Anglais du Corinthians FC, match qu'ils perdent cinq buts à zéro. Le stade du club, le Velódromo est démoli au cours de la saison 1915, mais le club inaugure un nouveau stade en 1917, le stade Jardim América. Avec l'aide de joueurs tels que Arthur Friedenreich et Rubens Salles, le club remporte le championnat de São Paulo quatre fois d'affilée (de 1916 à 1919), en 2010, il est encore le seul club à avoir réussi cet exploit. En 1918, il remporte aussi le trophée Taça Ioduran en battant le Fluminense Football Club en finale et deux ans plus tard le Torneio Nacional de Clubes da CBD en battant le même club en finale.
En 1925, le club entreprend une tournée européenne au cours de laquelle il prend part à 10 rencontres, en affrontant notamment le FC Rouen, le FC Cette ou encore le Stade français.
En désaccord avec la professionnalisation du football brésilien, le club ferme sa section football en 1930. Les joueurs fondent alors un nouveau club sous le nom du São Paulo da Floresta.

## Palmarès
- Championnat de São Paulo de football
  - Champion : 1905, 1908, 1913, 1916, 1917, 1918, 1919, 1921, 1926, 1927, 1929

- Taça Ioduran
  - Vainqueur : 1918

- Torneio Nacional de Clubes da CBD
  - Vainqueur : 1920

## Tennis

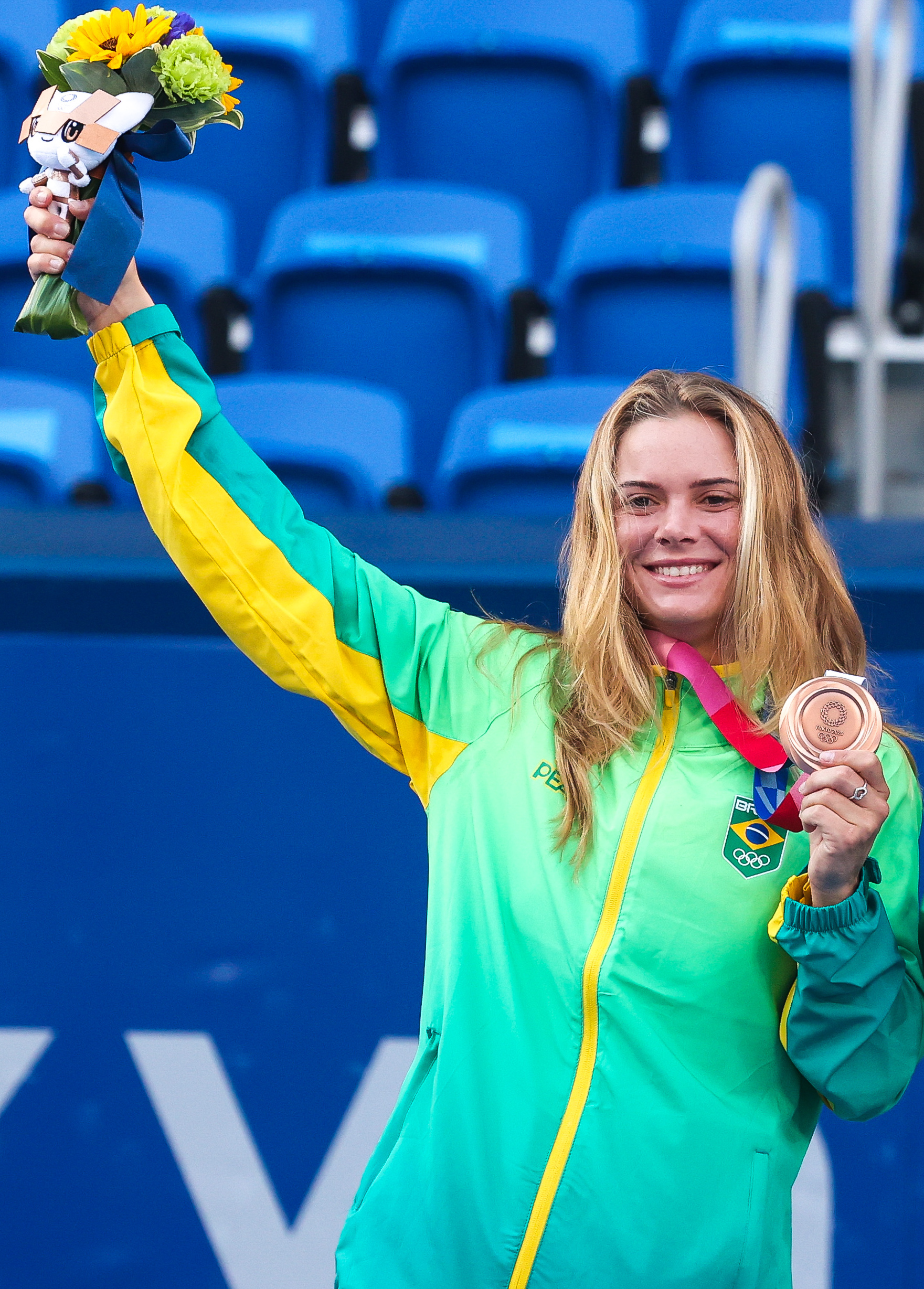
Laura Pigossi lors des Jeux olympiques d'été de Tokyo 2020

Un autre sport notable est le tennis, qui a mis en lumière plusieurs noms importants au cours de son histoire, comme Nelson Cruz, l'un des joueurs brésiliens lors de la première participation du pays à la Coupe Davis ; Armando Vieira, l'un des pionniers de la compétition internationale et de l'introduction de techniques étrangères dans le tennis brésilien ; Cecy Carvalho, championne de São Paulo et du Brésil, qui a été capitaine de l'équipe d'élite du CAP pendant treize années consécutives ; et Laura Pigossi, membre du club qui, aux côtés de Luisa Stefani, a remporté la première médaille olympique de l'histoire du tennis brésilien aux Jeux olympiques de Tokyo 2020. De plus, Pigossi a commencé sa formation tennistique au Paulistano,.